# Jean-Paul Randriamanana
Jean-Paul Randriamanana (* 27. Juni 1950 in Antananarivo; † 9. November 2011) war ein madagassischer Geistlicher und römisch-katholischer Bischof.

## Leben
Jean-Paul Randriamanana studierte Philosophie und Theologie im Seminar in Ambatoroka und empfing am 9. September 1979 die Priesterweihe für das Erzbistum Antananarivo. Er war Vikar in Mahamasina (1979–1982) und Pfarrer im Bezirk von Ambohimiadana (1982–1986) sowie Rektor des Kleinen Seminars (1986–1998). 1998 wurde er Generalvikar und Pfarrer der Kathedrale von Antananarivo.
Papst Johannes Paul II. ernannte ihn 1999 zum Titularbischof von Paria in Proconsolare und bestellte ihn zum Weihbischof im Erzbistum Antananarivo. 
Der Erzbischof von Antananarivo, Armand Gaétan Kardinal Razafindratandra OFM, spendete ihm am 26. September 1999 die Bischofsweihe; Mitkonsekratoren waren Erzbischof Adriano Bernardini, Apostolischer Nuntius in Madagaskar, und Joseph Ignace Randrianasolo, Bischof von Mahajanga.
Randriamanana starb nach langer vaskulärer Krankheit. Als Songwriter und Dichter komponierte er über dreißig Kirchenlieder.